# Daniel Tremblay (journaliste)
Pour l’article homonyme, voir Daniel Tremblay (artiste).
 (novembre 2017).
Si vous disposez d'ouvrages ou d'articles de référence ou si vous connaissez des sites web de qualité traitant du thème abordé ici, merci de compléter l'article en donnant les références utiles à sa vérifiabilité et en les liant à la section « Notes et références ».
Daniel Tremblay est un professeur de journalisme et un journaliste, il est aussi chef d'antenne suppléant pour Le Canal Nouvelles (LCN).
Premier Prix canadien de Journalisme en 1999, catégorie Reportage télé (Association Canadienne des Mines et de la Métallurgie). Il enseigne aussi le journalisme électronique à La Cité collégiale d'Ottawa.